# 道の駅信濃路下條
道の駅信濃路下條（みちのえき しなのじしもじょう）は、長野県下伊那郡下條村にある国道151号の道の駅である。
吉岡城二の丸をイメージした建物（そばの城）が設置されている。また下條村がタレント・俳優の峰竜太の出身地であることから、売店では峰をあしらった商品が販売されている。

## 施設
- 駐車場
  - 普通車：29台
  - 大型車：8台
  - 身障者用：2台
- トイレ
  - 男：大 3器（3器） 小 8器（1器）
  - 女：7器（3器）
  - 身障者用：2器（1器）

※（）内は24時間使用可能
- 売店
- レストラン
- そば道場
- ミルク工房遊牧館
- 休憩室
- 公衆電話

## 休館日
- 12月31日 - 1月1日

## アクセス
- 国道151号 - 登録路線

## 周辺
- 下條温泉
- 極楽峠パノラマパーク
- 刈谷市民休暇村サンモリーユ下條